# 李水

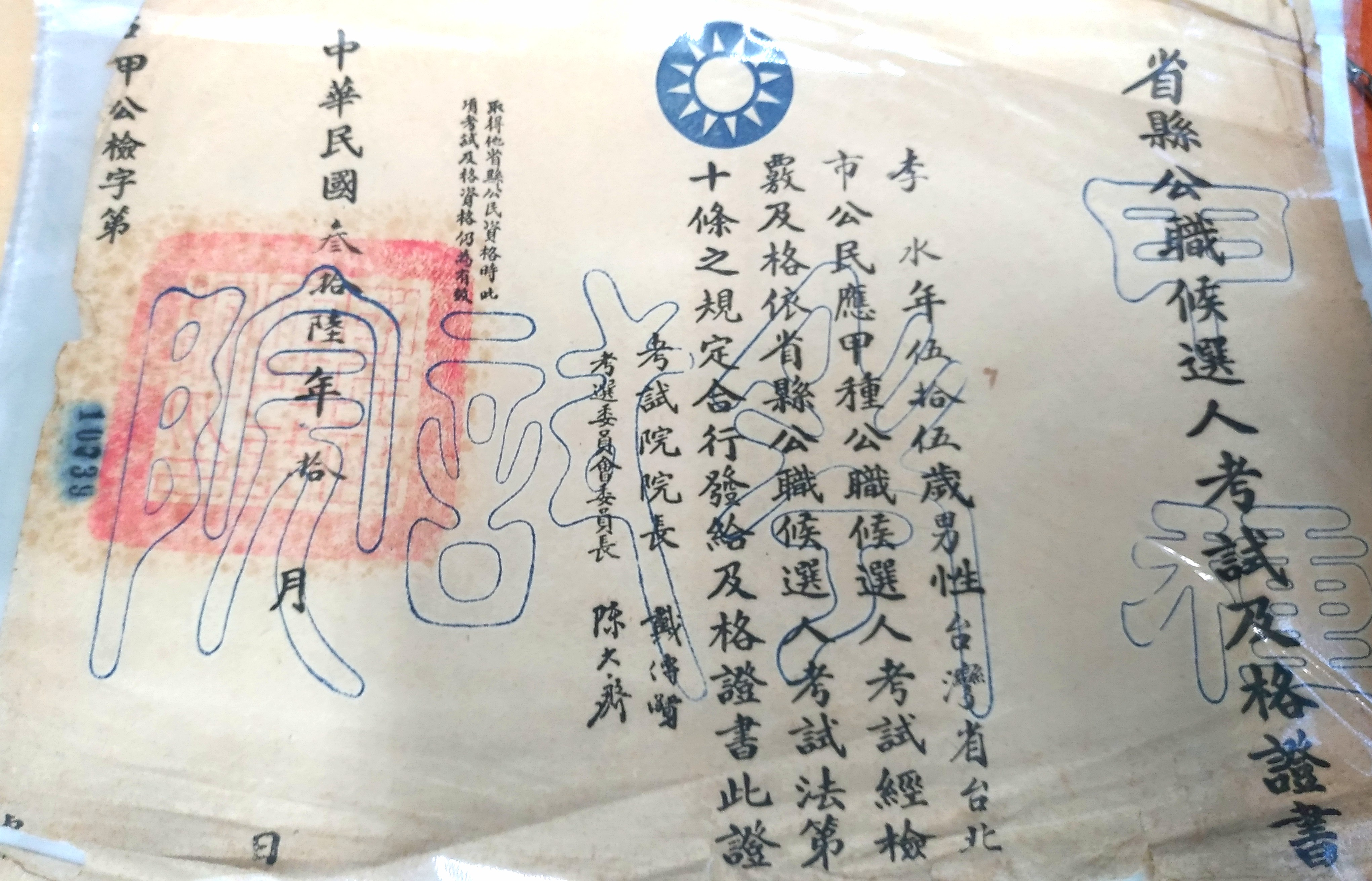
甲種公職候選人考試及格證書

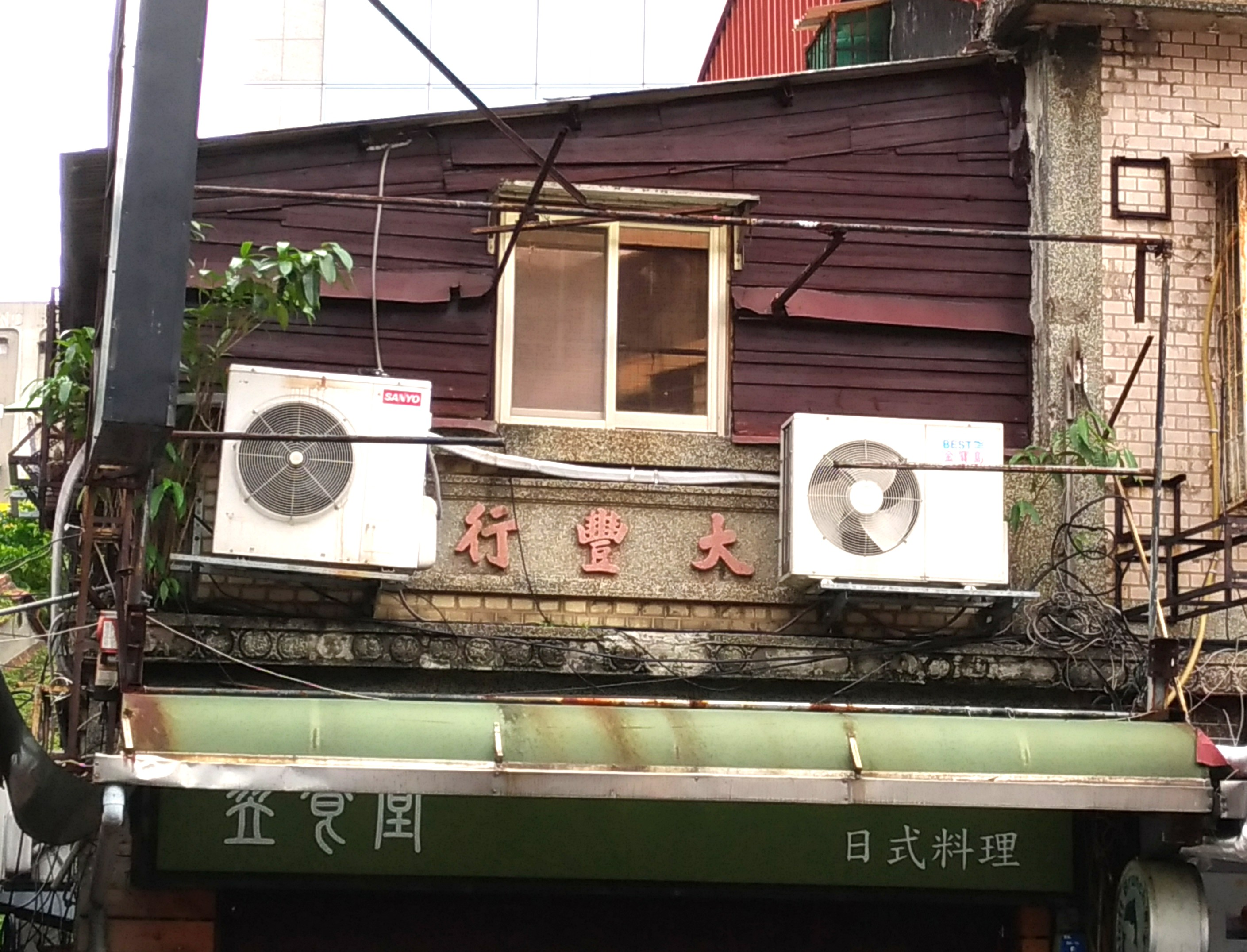
大豐行原址

李水（1893年10月22日—1968年8月12日），臺北市人，臺灣商業人物，甲種公職候選人考試及格。曾任臺北市第七信用合作社理事主席（同時期十信理事主席為蔡萬春）、臺北市古亭區合作社理事、臺北市城南住宅公用合作社理事、臺北工業股份有限公司董事、大豐行營造廠負責人、臺北區營造工業同業公會顧問、臺北市國都戲院股份有限公司董事長。
1968年8月12日病逝。總統蔣中正特頒「樂善流徽」輓額，由谷正綱擔任治喪委員會主任委員，蔣緯國、黃啟瑞、張祥傳擔任副主任委員。
1990年被繼承人李水之遺產稅訴訟事件，創下中華民國有史以來最大金額之國庫額外收入（土地抵繳遺產稅）紀錄。